# 通县女子师范学校
通县女子师范学校，简称通县女师，是位于北京市通县的一所师范学校。

## 历史
1915年，京兆尹公署委派尚伯良在通永道旧衙门（今通州三中校址）创办京兆女子师范讲习所。1918年改为京兆女子师范学校，设预科班与“后师本科”，修业四年。1928年改名河北省立第六女子师范学校。1933年又更名为河北省立通县女子师范学校。1935年伪冀東防共自治政府控制了通县，接管该校，女师师生迁往北平城内东单干面胡同。原校舍改为“冀东通县女子师范学校”。1937年七七事变后，部分师生返回通县，1937年恢复河北省立通县女子师范学校的名称。
1949年北平和平解放后继续办学。1958年通县划归北京市，通县师范学校迁往承德，通县女师改名为河北省立通县师范学校，男女生兼收，仍隶属于河北省教育厅。1960年改为河北省立师范专科学校，半年后停办改回中专，恢复原校名。1962年河北省把学校移交给北京市，改名北京市通县师范学校。1963年学校全部迁往通县中山街西校区，原校舍改为通县二中分校，同年改为通县三中，2011年迁离原址，后改为中国人民大学附属中学通州校区，通县三中原址现已不存。1999年通县师范学校改为首都师范大学初等教育学院。